# 高卡薩斯南洋大兜蟲
高卡薩斯南洋大兜蟲，別名高加索南洋大兜蟲。
高加索大兜蟲是南洋大兜蟲屬中體型最大的物種，成蟲公蟲身長60-135mm，雌蟲身長40-70mm，幼蟲體重公蟲最重能超過120公克，雌蟲約70公克。也是亞洲體型最大的兜蟲。棲息地包括馬來西亞、印尼、爪哇、菲律賓以及泰國。雖然被稱為「高加索南洋大兜蟲」（Chalcosoma caucasus），但生物學界現以為此亞種正名為「奇倫南洋大兜蟲」（Chalcosoma chiron），在正式的研究論文中將不會以高加索南洋大兜蟲稱呼。

## 生態
高加索南洋大兜蟲是鞘翅目兜蟲亞科的完全變態昆蟲，幼蟲跟金龜子科的其他成員一樣都是蠐螬型幼蟲，不論是幼蟲或是成蟲皆暴躁兇猛。他們在棲息地一年四季都有成蟲出沒，雄蟲的幼蟲期可達兩年，雌蟲的幼蟲期則比雄蟲短約10個月到1年半左右。幼蟲以腐植質還有腐爛的屍體為食，但在人工飼養的環境有同類相食的傾向。成蟲則以樹汁還有腐爛的水果為食。雄蟲會為了食物、配偶頻繁的打架，在交配時若是雌蟲不願意配合，甚至還會殺害雌蟲。

## 外觀
與兜蟲亞科的其他成員一樣，南洋大兜蟲雄蟲有明顯的犄角還有與母蟲相對而言龐大的體魄，牠們除了體格較為龐大之外，外觀幾乎與阿特拉斯南洋大兜蟲別無二致。南洋大兜蟲外觀最明顯的特徵是一對如牛角一般的胸角，還有與胸角等長的頭角。南洋大兜蟲雄蟲的外骨骼有明顯的綠色金屬光澤或少數個體的紫色金屬光澤，而雌蟲則稍顯黯淡。此外，雄蟲的外骨骼較為光滑，而雌蟲的外骨骼則相對粗糙。

## 亞種
- C. c. belangeri - 泰國、浮羅交怡、越南
- C. c. chiron - 爪哇
- C. c. kirbyi - 西馬來西亞
- C. c. janssensi - 蘇門答臘

## 外部連結
英文維基百科網站
1. ↑  . BioLib.cz.   [23 November 2018]. （原始内容存档于2021-06-27）.
2. ↑  Krell, Frank-Thorsten. (2002). On nomenclature and synonymy of Old World Dynastinae (Coleoptera, Scarabaeidae). Ent. Blätter 98: 37-46.